# Ingve Bøe
Ingve Henrik Bøe (29 settembre 1964) è un ex calciatore norvegese, di ruolo difensore.

## Carriera

### Club
Bøe militò nelle file del Vidar, prima di passare al Viking. Esordì nella 1. divisjon in data 30 aprile 1989, schierato titolare nel successo per 4-2 sul Brann. Nella stessa stagione, vinse la Coppa di Norvegia 1989. Il 28 luglio 1991 realizzò il primo gol nella massima divisione norvegese, nella vittoria per 2-1 sul Lillestrøm. A fine anno, la squadra si aggiudicò il campionato. Rimase in forza al Viking fino al 1995, per passare poi al Bryne.

## Palmarès

### Club

#### Competizioni nazionali
- Coppa di Norvegia: 1

Viking: 1989
- Campionato norvegese: 1

Viking: 1991